# Anteosaurinae
De Anteosaurinae zijn een onderfamilie van uitgestorven dieren uit de Synapsida, behorend tot de familie Anteosauridae van de onderorde Dinocephalia van de orde Therapsida. Het waren grote roofdieren die tijdens het Midden-Perm leefden op meerdere continenten.

## Definitie
In 1986 benoemde James Allen Hopson een onderfamilie Anteosaurinae. De formele naamgever is echter Lieuwe Dirk Boonstra omdat die in 1954 de familie Anteosauridae benoemde.
Hopson bedoelde de groep al als een klade, monofyletische afstammingsgroep. In 2011 definieerde Christian Kammerer de klade Anteosaurinae als de groep bestaande uit Anteosaurus magnificus Watson 1921 en alle soorten nauwer verwant aan Anteosaurus dan aan Syodon biarmicum Kutorga 1838. 

## Fossiele vondsten
De anteosauriërs leefden circa 270 tot 260 miljoen jaar geleden. Fossiele vondsten zijn gedaan in Azië, Afrika en Zuid-Amerika. 

## Kenmerken
De dieren uit de Anteosaurinae waren sterk gespecialiseerde en zeer grote anteosauriërs. De grote temporale vensters en prominente kaakranden fungeerden als aanhechtingsplaatsen voor krachtige kaakspieren. De beenderen van het voorhoofd waren verdikt, wat pachyostosis wordt genoemd. Mogelijk vonden net als bij de verwante tapinocephaliërs kopstootgevechten plaats tussen anteosauriërs. Het heupgewricht van de anteosauriërs komt overeen met dat van krokodillen en vermoedelijk hadden deze dieren een vergelijkbare wijze van voortbewegen, met een "half-opgerichte" gang.

## Geslachten
Naamgever van de onderfamilie is Anteosaurus, bekend uit de Zuid-Afrikaanse Karoo. De overige geslachten die tot de Anteosaurinae behoren zijn Doliosauriscus en Titanophoneus uit Rusland en Sinophoneus uit de Volksrepubliek China.